# Amoco
Amoco Corporation, dont le nom était originellement Standard oil Company (Indiana), était une entreprise du domaine pétrolier et chimique, créée en 1889 près de la raffinerie située à Whiting dans l'Indiana.
La société a absorbé l'American Oil Company, entreprise créée à Baltimore en 1910 et incorporée en 1922 par Louis Blaustein, le fondateur d'Amoco, et son fils Jacob Blaustein.
British Petroleum a, par la suite, acquis Amoco en 1998.
Amoco est à l'origine de deux innovations essentielles de l'industrie moderne :
- le camion citerne ;
- la station-service.

Le siège social de l'entreprise se trouvait dans le bâtiment Amoco Tower, maintenant le Aon Center, à Chicago dans l'Illinois.

## Vue d'ensemble
La Standard Oil (Indiana) est créée en 1889 par John Davison Rockefeller comme filiale du regroupement Standard Oil. En 1910, l'augmentation de la popularité de l'automobile décide Indiana Standard à se spécialiser dans la distribution de carburant au public, ainsi qu'à ses voitures. En 1911, année où la compagnie devient indépendante du conglomérat Standard Oil, la société vend 88 % d'essence et de kérosène dans le Midwest. En 1912, elle ouvre sa première station service à Minneapolis (Minnesota).
Au démantèlement du conglomérat Standard Oil en 1911, Indiana Standard hérite du marché d'un territoire couvrant les États du Midwest, incluant l'Indiana, le Michigan, l'Illinois, le Wisconsin, le Minnesota, le Dakota du Nord, le Dakota du Sud, l'Iowa, le Kansas et le Missouri.  Elle a les droits exclusifs pour utiliser le nom Standard dans cette région. Elle achète la Dixie Oil Company of Louisiana en 1919 et commence à investir dans d'autres compagnies pétrolières en dehors de la région qui lui est assignée.
Blaustein incorpore son entreprise  en 1922. En 1923, il vend la moitié de sa participation dans American Oil à la compagnie Pan American Petroleum & Transports en échange d'un approvisionnement garanti en pétrole. Avant cet accord, Amoco dépendait de la Standard Oil of New Jersey, un concurrent, pour ses approvisionnements. Standard Oil of Indiana acquiert alors Pan American en 1925, initiant l'association de John D. Rockefeller avec le nom Amoco.
Dans les années 1920 et 1930, Indiana Standard ouvre des douzaines de centres de raffinage et de forages pétroliers. Combiné avec un nouveau procédé de raffinage de pétrole, l'Indiana Standard crée son entreprise d'exploration et de production, Stanolind, en 1931. Les années suivantes sont une période d'exploration intense et de recherche pour les champs riches en pétrole. La société fore plus de mille puits au cours de l'année 1937.

## Seconde Guerre mondiale
Durant la Seconde Guerre mondiale, la société poursuit cette période d'exploration : Indiana Standard participe à l'effort de guerre, perfectionne ses moyens de raffinement et trouve même une façon plus rapide et plus facile de produire du TNT. En outre, l'Indiana Standard contribue largement à la fourniture de carburant à l'aviation et aux armées alliées au sol. En outre, pendant la guerre, Indiana Standard crée sa division chimique, issue de la fusion des sociétés Pan American Chemicals et Indoil Chemical Company.

## L'après-guerre
Après la guerre, Indiana Standard se recentre sur le raffinage du pétrole domestique et ses dérivés. En 1947, elle est la première compagnie à forer off-shore, dans le golfe du Mexique, et en 1948, elle invente Hydrafac, un processus de fracturation hydraulique qui permet l'augmentation de la production de pétrole dans le monde entier. À l'origine, la licence du processus est attribuée exclusivement à la société Halliburton.
En 1956, les stations Pan American dans le sud-est des États-Unis sont renommées Amoco.
En 1961, Indiana Standard se réorganise, donnant à sa filiale American Oil Company la responsabilité de ses activités de détail sous le nom Standard dans la zone de marché d'Indiana Standard et sous l'enseigne American en dehors de cette région. Les deux marques partagent le même logo pour faciliter l'identification dans tout le pays. L'enseigne Utoco utilisée dans la région d'exploitation sud ouest d'Indiana Standard est remplacée par l'enseigne American. Le nom Amoco continue à être utilisé en dehors des États-Unis et comme marque de certains produits d'American Oil.
Rapidement après, la société commence à s'étendre. Avec un bureau d'exploration au Canada, Indiana Standard devient une société internationale gazière. Elle crée plusieurs nouvelles usines et acquiert plusieurs nouveaux gisements de pétrole dans cette période, la société prospérant en ce boom d'après-guerre. Elle construit également des moteurs de missiles dont le MGM-51 Shillelagh.
En 1971, toutes les divisions d'Indiana Standard portent le nom d'Amoco, y compris American Oil qui est renommé Amoco Oil et les stations services American renommées en stations Amoco.
En 1975, la société commence à implanter la marque Amoco dans les régions où existait encore l'enseigne Indiana Standard.
La Standard Oil Company est officiellement renommée Amoco Corporation en 1985.

## Production chimique
Vers la fin des années 1950 et au début des années 1960, Indiana Standard a de nouveau ouvert la voie vers des découvertes scientifiques et technologiques. Indiana Standard découvert le PTA, un produit chimique pour la production de fibres polyester. En 1968, après cette découverte, Indiana Standard a acquis la société Avisun et Patchogue-Plymouth, formant l'Amoco Fabrics and Fibers Company.

## Expansion globale
Dans les décennies qui suivirent, Amoco s'étend au niveau mondial, créant des usines, des puits de pétrole, ou ouvrant des marchés dans plus de 30 pays, dont l'Australie, la Grande-Bretagne, Belgique, Brésil, Argentine, Mexique, Corée du Sud, Taïwan, Norvège, Venezuela, Russie, Chine, Trinité-et-Tobago, et l'Égypte. En outre, la société a également acquis une division de Tenneco Oil Company et Dome Petroleum Limited, devenant l'un des leaders mondiaux dans l'industrie du pétrole.

## Accidents et catastrophes

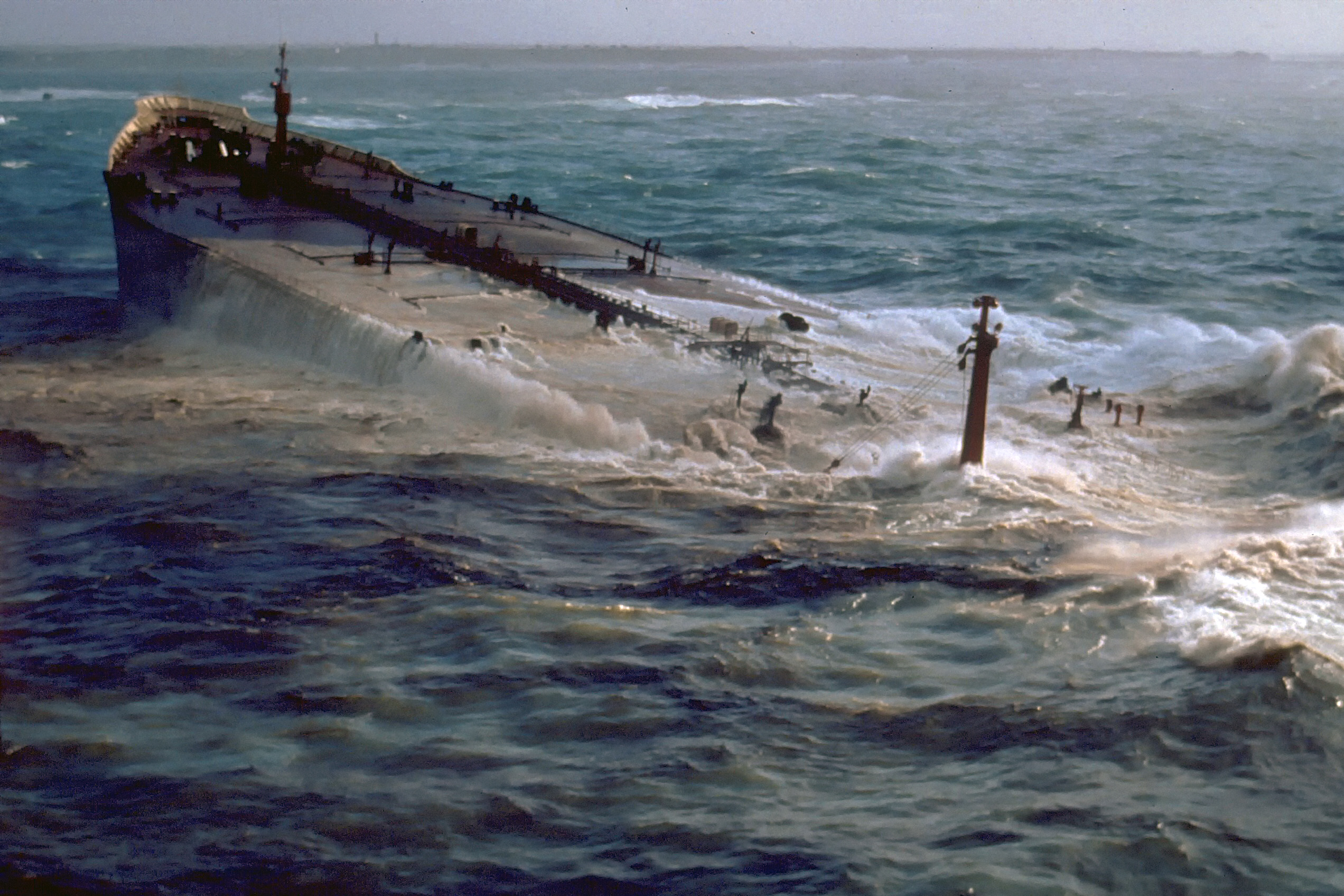
LAmoco Cadiz en train de sombrer

Le 16 mars 1978, le supertanker Amoco Cadiz s'échoua au nord de Portsall (Ploudalmezeau) dans le Finistère en France, causant une des plus grandes marées noires de l'histoire. Plus d'une décennie après, Amoco dut payer 120 millions de dollars de dommages à la France.
Le 21 octobre 1980, une explosion sur un site d'Amoco à New Castle (Delaware), tua 6 personnes et causa 46 millions de dollars de dégâts, et amena la perte de 300 emplois.
Dans les années 1980 et 90, 6 ingénieurs en chimie du campus de recherche de Naperville (Illinois) développèrent une forme mortelle du cancer du cerveau. Les chercheurs qui conduisirent une étude de trois ans sur ces cancers déterminèrent que ces cas étaient liés au lieu de travail sans pour autant déterminer la cause exacte de ces cancers.
Le superpétrolier Amoco Milford Haven, sistership du tristement célèbre Amoco Cadiz, chargé de 144 000 tonnes de brut, et 1 200 tonnes de mazout et de diesel, fait naufrage dans la baie de Gênes le 14 avril 1991. L'accident du Haven a été le plus grand déversement de pétrole brut en Méditerranée.

## Fusion avec BP
Le 11 août 1998, Amoco annonce sa fusion avec British Petroleum (BP). À l'origine, le plan prévoyait de convertir toutes les stations-services BP américaines en Amoco pendant que toutes les stations-services Amoco dans le reste du monde passeraient sous enseigne BP. Mais en 2001, BP annonce que toutes les stations-services Amoco seront fermées ou passeront sous enseigne BP, y compris les stations portant le nom standard. En 2008, la marque "Amoco Fuels" avait été la plupart du temps abandonnée au profit de "l'essence BP".